# Sidney Mitchell
Sidney Mitchell född 15 juni 1888 i Baltimore Maryland USA död 25 februari 1942 i Los Angeles Kalifornien, var en amerikansk sångtextförfattare.